# Pfleggericht Staufeneck

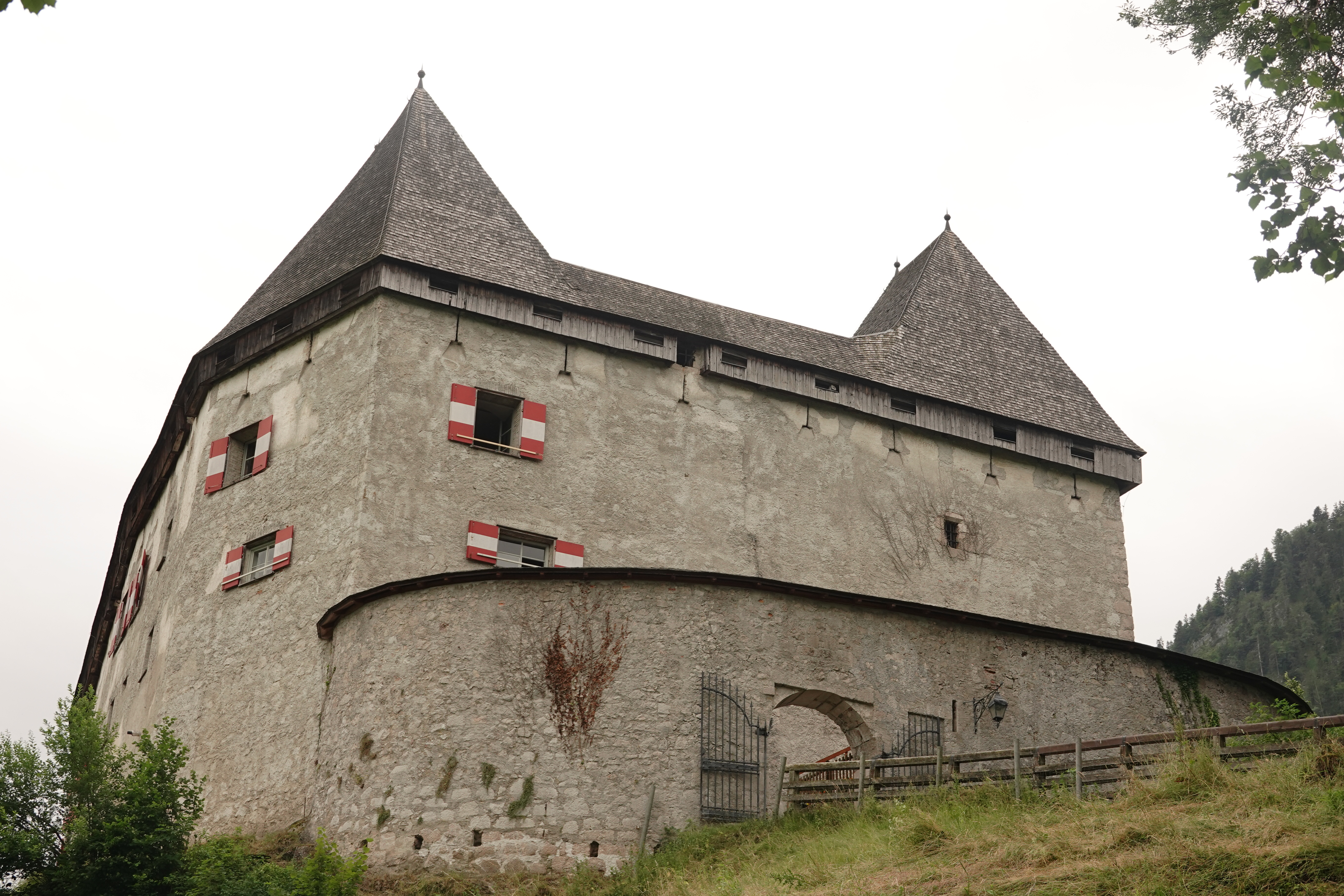
Schloss Staufeneck – Sitz des Pfleggerichts

Das Pfleggericht Staufeneck war ein Pfleggericht des Erzstiftes Salzburg mit Sitz auf Schloss Staufeneck in der heutigen Gemeinde Piding im Landkreis Berchtesgadener Land (Bayern). Es bestand von 1365 bis 1811.

## Geschichte
1365 wurde das Pflegegericht Staufeneck des Erzstift Salzburg auf dem Schloss Staufeneck eingerichtet. Dieses war 1306 im Rahmen des Verkaufs der gesamten Herrschaft der Grafen von Plain an das Erzstift gekommen.
Im Jahr 1591 wurde die gemeinsame Verwaltung der bis dahin selbstständigen Pfleg- und Landgerichte Plain und Staufeneck dem Pfleger in Staufeneck übertragen. Durch die Auflösung des Hofurbargerichts Glan 1629 verschoben sich die Grenzen des Pfleggerichts Staufeneck, welche bisher über Walserberg zur Bichlbrücke und mittig der Saalach bis zur Mündung verliefen, östlich über die Saalach. Auf diese Weise wurden Siezenheim, Wals, Viehhausen, Gois und Loig in das vereinigte Pfleggericht Staufeneck-Plain integriert.

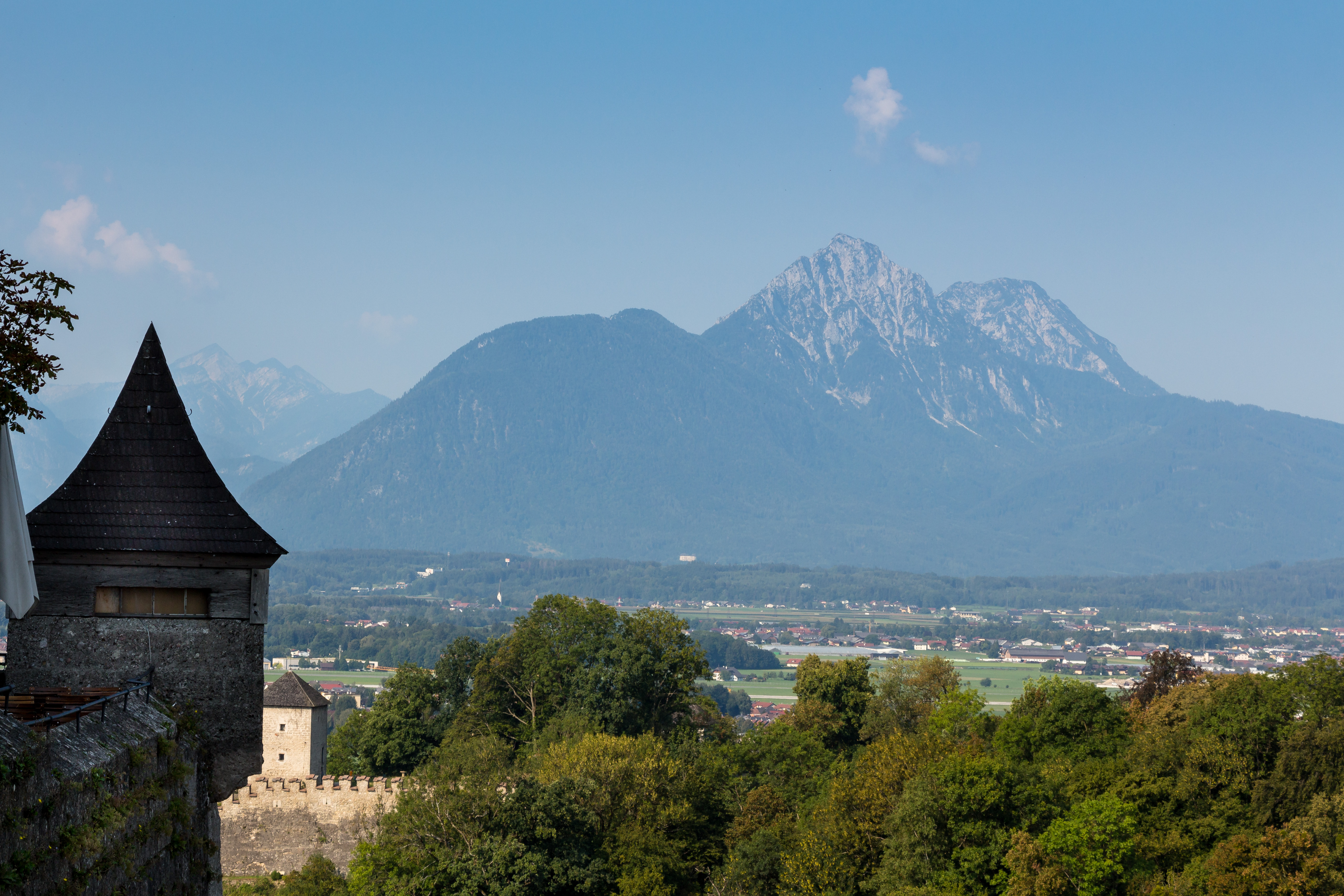
Blick von der zentralen Festung Hohensalzburg des Erzstifts auf Schloss Staufeneck (kleines weißes Gebäude) vor dem Hochstaufen

An der Spitze des Pflegamtes stand ein Pfleger, dem ein Landrichter nachgeordnet war. Wie im HRR üblich war die Trennung der Rechtsprechung von der Verwaltung nicht umgesetzt. Die Ämter waren sowohl erstinstanzliche Gerichte als auch Verwaltungs-, Polizei- und Steuerbehörden.
1803 wurde das Erzstift Salzburg durch den Reichsdeputationshauptschluss in ein säkularisiertes Kurfürstentum umgewandelt, die Pfleggerichte blieben bestehen. 1805 wurde Salzburg zusammen mit Berchtesgaden im Frieden von Pressburg dem neuen Kaisertum Österreich zugeschlagen, 1810 an das Königreich Bayern angegliedert.
In der Folge wurde das Landgericht Teisendorf, eine bayerische Verwaltungseinrichtung, geschaffen. Es umfasste auch das Gebiet des Pfleggerichts Staufeneck. Dessen Gebiete westlich der Saalach, die einen Teil des heutigen Rupertiwinkels bilden, kamen 1816 mit dem Vertrag von München endgültig an das Königreich Bayern. Im Jahre 1818 wurde das Landgericht Teisendorf aufgelöst. Der südliche Teil des ehemaligen Gerichtssprengels des Pflegegerichts Staufeneck, die Gemeinden Högl, Piding und Stoißberg (heute: Anger), kam zum Landgericht Reichenhall, der nördliche zum Landgericht Laufen, das durch den Wiener Kongress einen großen Teil seines Zuständigkeitsbereichs an Österreich verloren hatte.